# 郝德青
郝德青（1906年—1993年12月14日），男，山西平遥人，中华人民共和国政治人物、外交官。

## 生平
郝德青是山西省平遥县香乐乡西羌城村人。1928年，加入中国共产党。之后考入北平师范大学文科预科、北京大学法学院政治系，参办北平文总的刊物《北方青年》等组织活动。1930年被捕。抗日战争爆发后，1937年在介休、汾西担任中共县委书记、决死二纵队四团政治主任。秋林会议后升任决死二纵队保安旅旅长。1939年12月11日，二纵队独立2旅6团长陈稚卿率部叛变，郝德青奉命率保安旅堵截但未成功。晋西事变后升任决死二纵队政治部主任。
1943年，到延安中央党校参加整风学习，后任《晋绥日报》社社长。解放战争中任晋绥分局秘书长。1949年，任贺龙政治秘书兼川西北军政委员会秘书长。1952年，任中共成都市委第一书记。1954年秋调任外交工作，先后任中国驻匈牙利、朝鲜、挪威、荷兰、伊朗等五国大使。与匈牙利领导人卡达尔·亚诺什关系很好，1956年匈牙利革命期间，曾向毛泽东发送报告和建议，称匈牙利的反革命势力正取得越来越多的支持，警告如果苏联不除掉纳吉政府，资本主义会在匈牙利复辟。1971年任中国人民外交学会会长。1978年当选为第五届全国人大常委会委员。1983年，连选为第六届全国人大代表、常委会委员、外事委员会委员等职位。
1993年12月14日，郝德青在北京病逝，终年87岁。